# Eystein Orre
Eystein Orre (in norreno Eysteinn Orri; ... – Stamford Bridge, 25 settembre 1066) è stato un nobile norreno.

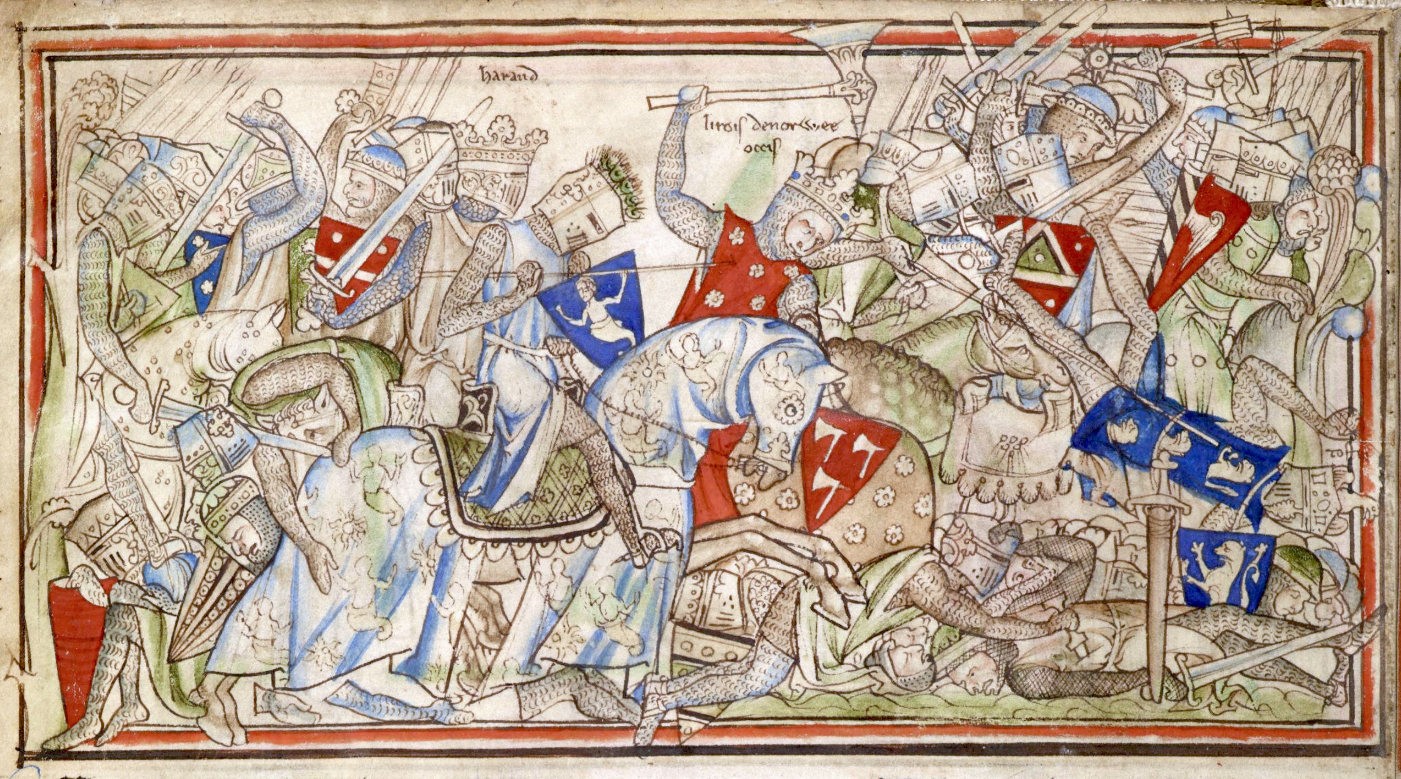
La battaglia di Stamford Bridge rappresentata da Matteo di Parigi

Eystein fu promesso in sposa a Maria, figlia del re Harald III di Norvegia, da Elisabetta di Kiev, e secondo Heimskringla era "il più amato dal re tra tutti i prestatori". Eystein fu tra coloro che accompagnarono il re nella sua invasione dell'Inghilterra nel 1066. Eystein morì nella battaglia di Stamford Bridge, insieme alla maggior parte dell'esercito norvegese.
Harald e il suo esercito incontrarono per la prima volta la resistenza a Scarborough, dove i cittadini si rifiutarono di arrendersi. Harald ricorse all'incendio della città e questa azione portò altre città della Nortumbria ad arrendersi a lui. L'esercito navigò più a valle dell'Humber fino a sbarcare a Riccall. L'esercito di Harald incontrò poi i conti Morcar ed Edwin; combatterono contro l'esercito invasore di Harald per due miglia (3 km) a sud di York nella battaglia di Fulford il 20 settembre. La battaglia fu una vittoria decisiva per gli invasori e portò York ad arrendersi alle loro forze il 24 settembre.
All'inizio del 25 settembre, re Harald e Tostig partirono di nuovo per York, lasciando dietro di sé un terzo delle loro forze. Eystein, insieme al principe Olaf erano tra quelli lasciati a Riccall per proteggere le navi, tuttavia un messaggero tornò chiedendo rinforzi poiché gli inglesi avevano intercettato i norvegesi a Stamford Bridge. Eystein riuscì a raggiungere i suoi compagni, tuttavia il re Harald era già stato ucciso. Si dice che alcuni degli uomini di Eystein siano crollati e siano morti di stanchezza dopo aver raggiunto il campo di battaglia. Questo contingente era completamente armato per la battaglia, a differenza dei loro compagni che avevano lasciato il proprio equipaggiamento dalle navi, forse per il caldo. Il loro contrattacco, descritto nella tradizione norvegese come la "Tempesta di Orre", bloccò brevemente l'avanzata inglese, ma fu presto sopraffatto e Orre fu ucciso. Con l'esercito norvegese messo in rotta e inseguito dall'esercito inglese, alcuni dei norvegesi in fuga annegarono nei fiumi.